# Fontinalis novae-angliae
Fontinalis novae-angliae är en bladmossart som beskrevs av Sullivant 1856. Fontinalis novae-angliae ingår i släktet näckmossor, och familjen Fontinalaceae. Inga underarter finns listade i Catalogue of Life.